# Сентертаун (Тенеси)
Сентертаун (енгл. Centertown) град је у америчкој савезној држави Тенеси.

## Демографија
По попису из 2010. године број становника је 243, што је 14 (-5,4%) становника мање него 2000. године.
| Група             | 2000.       | 2010.       |
| Белци             | 248 (96,5%) | 239 (98,4%) |
| Афроамериканци    | 3 (1,2%)    | 0 (0,0%)    |
| Азијати           | 0 (0,0%)    | 0 (0,0%)    |
| Хиспаноамериканци | 2 (0,8%)    | 1 (0,4%)    |
| Укупно            | 257         | 243         |